# Parafia św. Józefa Robotnika w Kłaju
Parafia Świętego Józefa Robotnika w Kłaju – parafia należąca do dekanatu Niepołomice archidiecezji Krakowskiej. 

## Historia
Mieszkańcy Klaja do 1350 roku należeli do parafii w Chełmie, a potem w Niepołomicach. W 1918 roku została erygowana samodzielna parafia, która korzystała z drewnianego kościoła zbudowanego w 1914 roku. W 1960 roku rozpoczęto budowę nowego, murowanego kościoła. Został on konsekrowany 25 czerwca 1967 roku przez arcybiskupa Karola Wojtyłę.

## Proboszczowie
- ks. Andrzej Szponder (1918 – )[1]
- ks. Kazimierz Budek (do 2022)[2][3]
- ks. Jan Bierowiec (od 2022)[2][3]